# Tracey Gaudry
Tracey Gaudry (Yallourn, 17 juni 1969) is een wielrenner uit Australië.
In 1998 nam Gaudry deel aan de Gemenebestspelen. Ze reed de wegrace, waarbij ze zevende werd.
In 1999 won ze de Trophée d'Or, waarbij ze de eerste en vierde etappe op haar naam schreef. Ook won ze de UCI World Cup-wedstrijd Coupe du Monde Cycliste Féminine de Montréal.
Op de Australisch kampioenschap wielrennen voor elite wordt ze in 1999 nationaal kampioene op de weg.
In 1995 en 2000 werd ze Australisch nationaal kampioene op de weg bij het onderdeel tijdrijden.
Bij de Olympische Zomerspelen 1996 reed Gaudry de wegrace, waar ze als 39e eindigde.
Op de Olympische Zomerspelen van Sydney in 2000 reed ze de wegrace en de tijdrit.